# Azad (téléfilm)
Pour les articles homonymes, voir Azad.
Pour plus de détails, voir Fiche technique et Distribution.
Azad (en arménien : « Libre ») est un téléfilm dramatique français écrit et réalisé par Nicolas Tackian, diffusé le 25 juillet 2010. Il s’agit d’un des téléfilms de la collection « Identité » de France Télévisions et du premier long métrage du réalisateur.
Il est projeté en avant-première mondiale au festival de la fiction TV de La Rochelle 2009, où il obtient le prix de la meilleure fiction de deuxième partie de soirée.

## Synopsis
Mayak, un dessinateur de bandes dessinées d’une trentaine d’années, prépare un roman graphique qui a pour titre Azad (Liberté en arménien). Il raconte l’histoire de son grand-père et du génocide arménien, en imaginant cette réalisation comme un lien avec ses racines. Pourtant, lorsque Mina, une jeune kurde, rentre dans sa vie, il va se retrouver ébranlé dans ses convictions les plus intimes. En effet, sa nouvelle colocataire a elle aussi des comptes à régler avec le passé et Mayak est persuadé qu'elle renie l'existence du génocide arménien.

## Fiche technique
Sauf indication contraire, les informations mentionnées dans cette section peuvent être confirmées par la base de données cinématographiques IMDb,  présente dans la section « Liens externes ».
- Titre original : Azad
- Réalisation et scénario : Nicolas Tackian
- Musique : Macha Gharibian[3]
- Décors : Michel Catz
- Photographie : Dominique Delapierre
- Sociétés de production : Kien Production ; France 2 (coproduction)
- Société de distribution : France Télévisions
- Pays de production :  France
- Langue originale : français, arménien
- Format : couleur
- Genre : drame
- Durée : 60 minutes
- Dates de première diffusion :
  - France : 20 septembre 2009 (Festival de la fiction TV de La Rochelle) ; 25 juillet 2010 sur France 2

## Distribution
- Virgile Bramly : Mayak
- Jacques Herlin : Krékor
- Alexandra Bienvenu : Mina
- Anne Suarez : Yoyo
- Michaël Abiteboul : Beucé
- Jacky Nercessian : Lévone
- Laurence Gormezano : Zellale
- Valérie Kirkorian : la danseuse

## Production

### Genèse et développement
En juillet 2007, France 2 lance une nouvelle mise en œuvre, une politique de fiction : une nouvelle case de la chaîne consacrée à la fiction française, baptisée Identités. La chaîne a sélectionné trois téléfilms parmi deux cent cinquante projets : Conte de la frustration d'Akhenaton, rappeur du groupe IAM, Azad de Nicolas Tackian et Bella, la guerre et le soldat Rousseau de Manuel Flèche.
Précisément la collection est destinée aux jeunes acteurs de toutes sortes de créations qui, ayant relations avec des producteurs, n'ont jamais collaboré avec France 2.

### Scénario
L'histoire de ce téléfilm est une adaptation d'un manuscrit laissé par Krékor Kandarian, le grand-père de Nicolas Tackian, qui y racontait sa fuite du génocide arménien de 1915 jusqu'à son arrivée en France. Quant au story-board, le réalisateur s'occupait du découpage et Olivier Peru de l'histoire.

### Tournage
Le tournage a lieu, entre le 20 et le 3 novembre 2008, à Paris et dans la région parisienne, ainsi qu'en Arménie.

## Festival et diffusion
Azad est sélectionné et présenté le 20 septembre 2009 au 11e Festival de la fiction TV de La Rochelle, où le réalisateur y a reçu le prix de la meilleure fiction de seconde partie de soirée pour le mélange entre la prise de vues réelle et l'animation : « Mon vœux le plus cher aujourd’hui est que le film soit vu et que les gens puissent en parler. En travaillant sur le film, je me suis rendu compte à quel point il existait peu de témoignages des horreurs qu’ont vécu le peuple arménien. Je suis très heureux d’avoir pu apporter ma pierre à l’édifice à travers ce film ».
Le téléfilm diffuse dans la deuxième partie de soirée du 25 juillet 2010, sur la chaîne France 2.

## Anecdotes
- Le photographe du plateau Mayak Nercessian est le fils de l'acteur Jacky Nercessian qui tient le rôle du père de Mayak joué par Virgile Bramly.
- Le récit du grand-père de Nicolas Tackian, un projet qui lui tient à cœur, sera également en bande dessinée[5] par Clotilde Vu dans la collection Noctambules chez Soleil Productions.